# Alp (Girona)

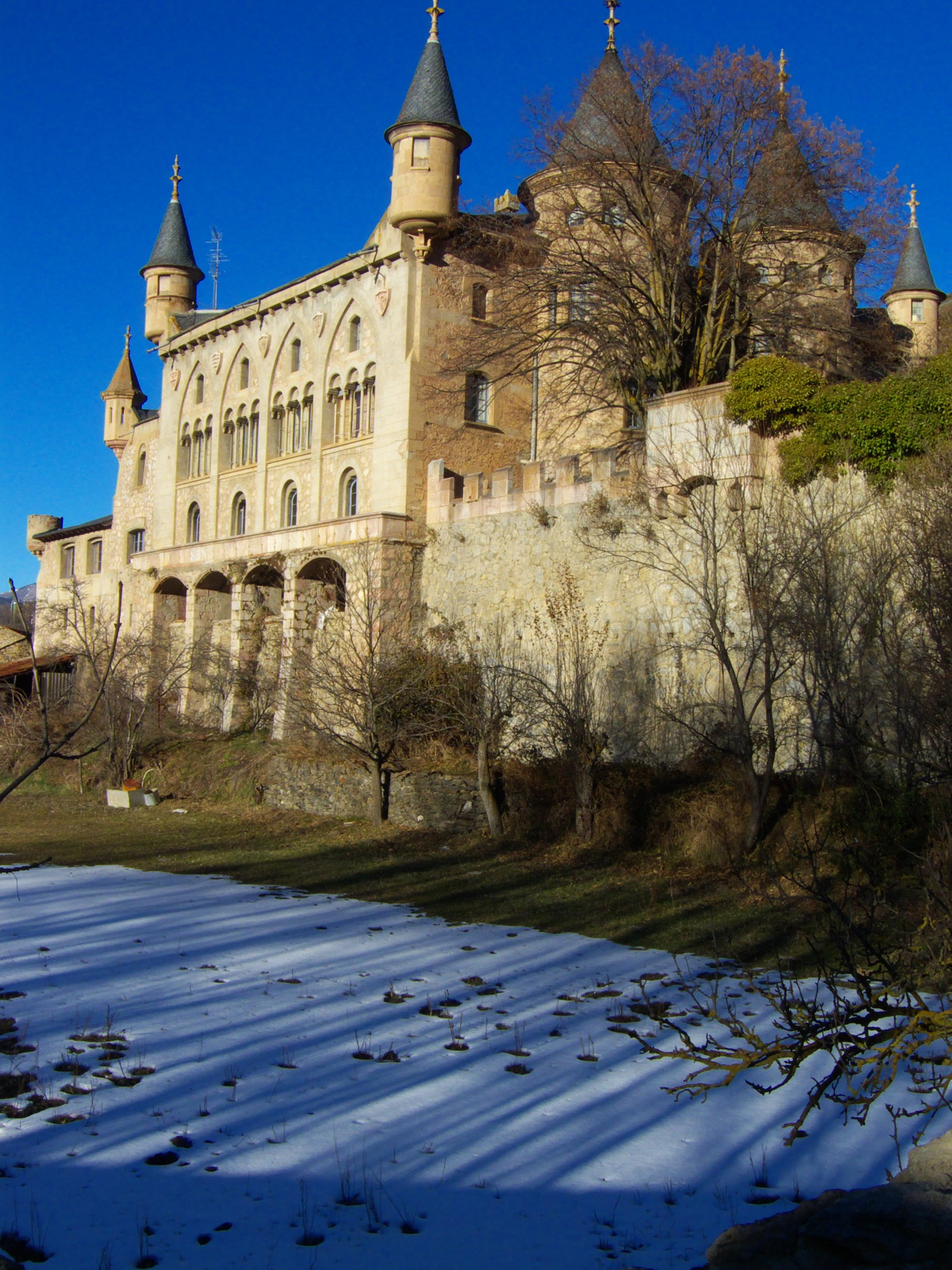

Alp is een gemeente in de Spaanse provincie Girona in de regio Catalonië met een oppervlakte van 44 km². Alp telt 1.536 inwoners (1 januari 2016).

## Demografische ontwikkeling
Bron: INE, 1857-2011: volkstellingen